# Fiat 500L
La Fiat 500L è un'automobile prodotta dalla casa automobilistica italiana Fiat dal 2012 al giugno 2022.
Si tratta di un modello che, all'interno del gruppo Fiat, raccoglie sia l'eredità di vetture come Fiat Idea e Lancia Musa (500L) nonché della Multipla (500L Living), sia la filosofia dell'azienda italiana di creare una vera e propria famiglia di vetture derivate, da un punto di vista d'immagine, dalla 500 del 2007.
Con questa vettura debutta la seconda generazione del pianale Small di Fiat Group Automobiles e viene riportato alla luce il concetto di architettura Cab Forward, utilizzato precedentemente in casa Fiat con lo storico modello 600 Multipla del 1956. È stata presentata nel febbraio 2012 e viene commercializzata dal settembre dello stesso anno.

## Contesto

### Il progetto L0
500L è il nome commerciale dato a un progetto che fino al momento della sua presentazione ufficiale al pubblico in versione definitiva è sempre stato identificato, all'interno del gruppo industriale ma anche dalla stampa, come L0 (o Ellezero). Si inizia a parlare del modello L0 dall'aprile 2010, quando Fiat pubblica il proprio piano di business quinquennale durante il giorno dedicato agli analisti e investitori.

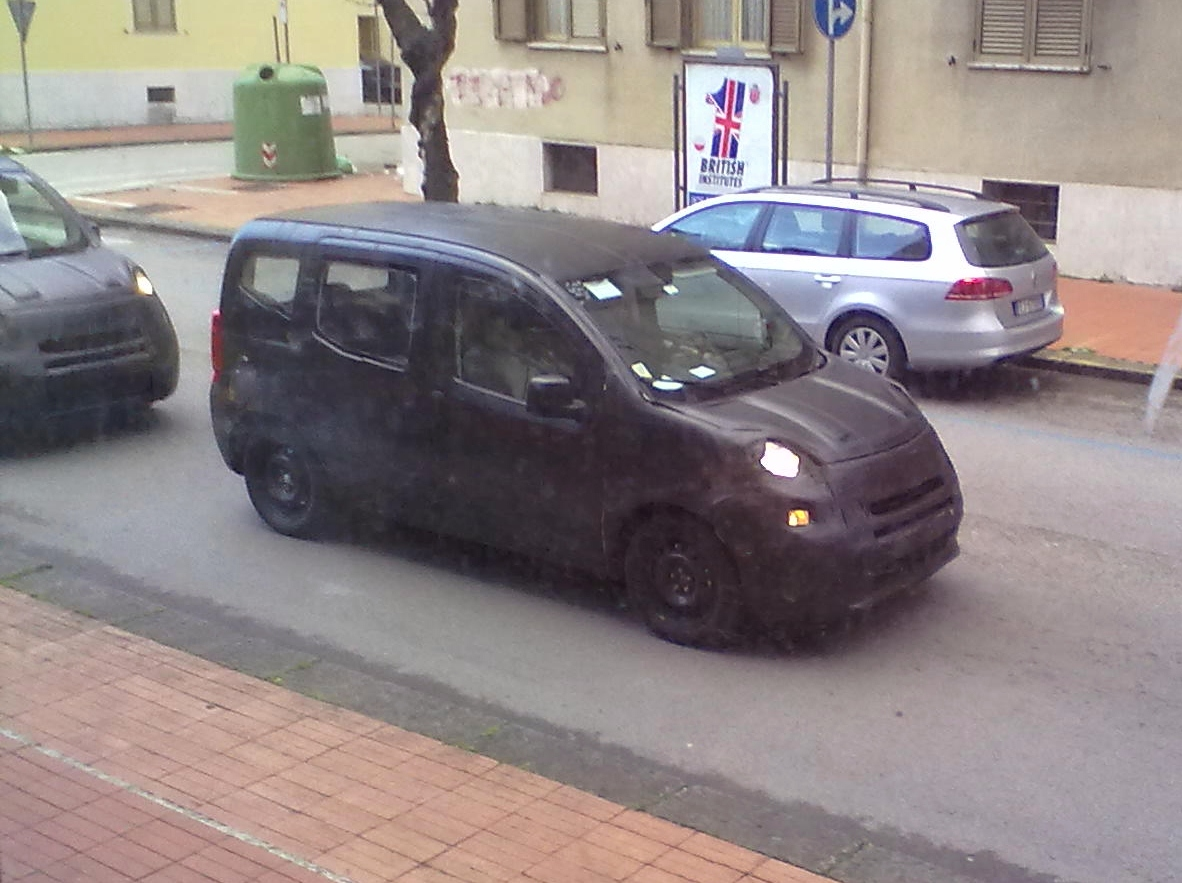
Un prototipo della Fiat 500L ad Avellino, proveniente dal centro ricerche Elasis di Pomigliano d'Arco, impegnato durante dei collaudi preproduzione.

Viene anticipato dalla Fiat semplicemente come MPV compatto, ma era facile intuire che si stava parlando dell'erede diretto della Fiat Idea. Al momento della presentazione del piano di business è stato anche annunciato che il modello sarebbe stato commercializzato in due versioni, una a 5 posti e una a 7 posti e che quest'ultima sarebbe stata esportata anche nel mercato nord americano (a commercializzazione avviata, tuttavia, la Fiat ha preferito commercializzare oltreoceano anche il modello a 5 posti, quasi contemporaneamente a quello europeo). Queste anticipazioni hanno suscitato molte indiscrezioni da parte della stampa, ma hanno anche fatto intuire che la Ellezero, essendo commercializzata anche in versione a sette posti, avrebbe raccolto l'eredità non solo della Fiat Idea, ma anche della Fiat Multipla del 1998.
Il modello era precedentemente destinato allo stabilimento Fiat di Mirafiori, dove venivano già prodotti i due monovolume a marchio Fiat in quel momento in commercio. A causa degli scontri avvenuti fra l'azienda italiana e la Fiom per il progetto Fabbrica Italia Pomigliano, l'accordo per la produzione a Mirafiori salta e la Fiat decide di andare sul sicuro e trasferire la produzione altrove dichiarando di non potersi permettere di mettere in pericolo la produzione di un modello importante come la L0 a causa di scarsa intesa con le parti sociali e le scarse certezze e garanzie che caratterizzavano la produzione in Italia in quel momento, criticando pesantemente la scarsa serietà dei sindacati. Tuttavia, sebbene la Fiom abbia avuto una responsabilità di prim'ordine nel far perdere a Mirafiori la produzione della Ellezero, c'è da sottolineare quanto invece in Serbia per Fiat si stava aprendo un'offerta molto vantaggiosa col governo locale per la produzione della Ellezero negli ex stabilimenti Zastava di Kragujevac vicino a Belgrado.

### Produzione
Nel giro di poco tempo viene quindi ufficializzata la produzione della Ellezero negli stabilimenti serbi di Kragujevac. Tali stabilimenti non sono nuovi per la casa automobilistica italiana. La Zastava infatti, azienda proprietaria del sito produttivo, era un partner molto legato alla Fiat sin dai primi anni cinquanta; la stessa Fiat aveva contribuito alla costruzione del sito produttivo che venne pesantemente danneggiato dalla NATO durante la guerra del Kosovo coi pesanti bombardamenti del 1999 che coinvolsero i principali centri industriali della Serbia, tra cui Kragujevac.
Il 30 aprile 2008 è stata diffusa la notizia della firma di un protocollo d'intesa tra lo stato serbo e Fiat Group Automobiles, che ha portato alla creazione di una nuova linea produttiva (in joint-venture) tra le due parti (di cui il 70% a FGA e la restante quota allo stato serbo). Il costo totale dell'investimento è stato di un miliardo di euro dei quali 400 milioni sono stati elargiti dalla BEI, 250 dal governo serbo e i rimanenti 350 dalla società italiana. Da gennaio 2013 a dicembre dello stesso anno sono state prodotte 79.000 unità.

## La vettura
La Fiat 500L viene presentata, nella sua veste e nome definitivi, nei primi giorni del febbraio 2012 attraverso una presentazione stampa sul sito ufficiale del gruppo. La presentazione dal vivo della vettura è invece destinata al salone dell'automobile di Ginevra nel marzo dello stesso anno. Si tratta di una monovolume dalle dimensioni contenute: è lunga 414 centimetri ed è caratterizzata da un frontale molto corto; questo fa intuire quanto la vettura sia molto orientata verso l'abitabilità interna e tutta la meccanica sia stata disposta in modo da favorirla. Si inserisce in un segmento di mercato in netta espansione, ma già molto ricco di concorrenti.
Tuttavia la vettura si discosta dalle normali piccole monovolume, sia da un punto di vista estetico che concettuale. La 500L è stata concepita per essere un modello polivalente e idoneo a mercati molto diversi fra loro, quello nord americano e quello europeo, dove il segmento delle monovolume compatte è di 450.000 unità l'anno, di cui 250.000 solo in Italia. La vettura viene inoltre posta sul mercato sì con marchio Fiat, ma facente parte della "famiglia 500" che per la casa torinese è un vero e proprio brand indipendente (soprattutto in Nordamerica, mercato per il quale la 500L è stata pensata sin dalla sua progettazione) con cui proporre modelli molto curati da un punto di vista della personalità, di tendenza e caratterizzati da uno stile meno "di massa" rispetto alle altre vetture della gamma, senza venir meno alla qualità e alla serietà. Nonostante ciò la vettura è molto razionale e il concetto di premium a lei applicato, anticipato dalla sorellina (commercialmente parlando) 500 del 2007, è perlopiù una questione d'immagine; da un punto di "prodotto" la vettura è a tutti gli effetti l'erede della Fiat Idea.

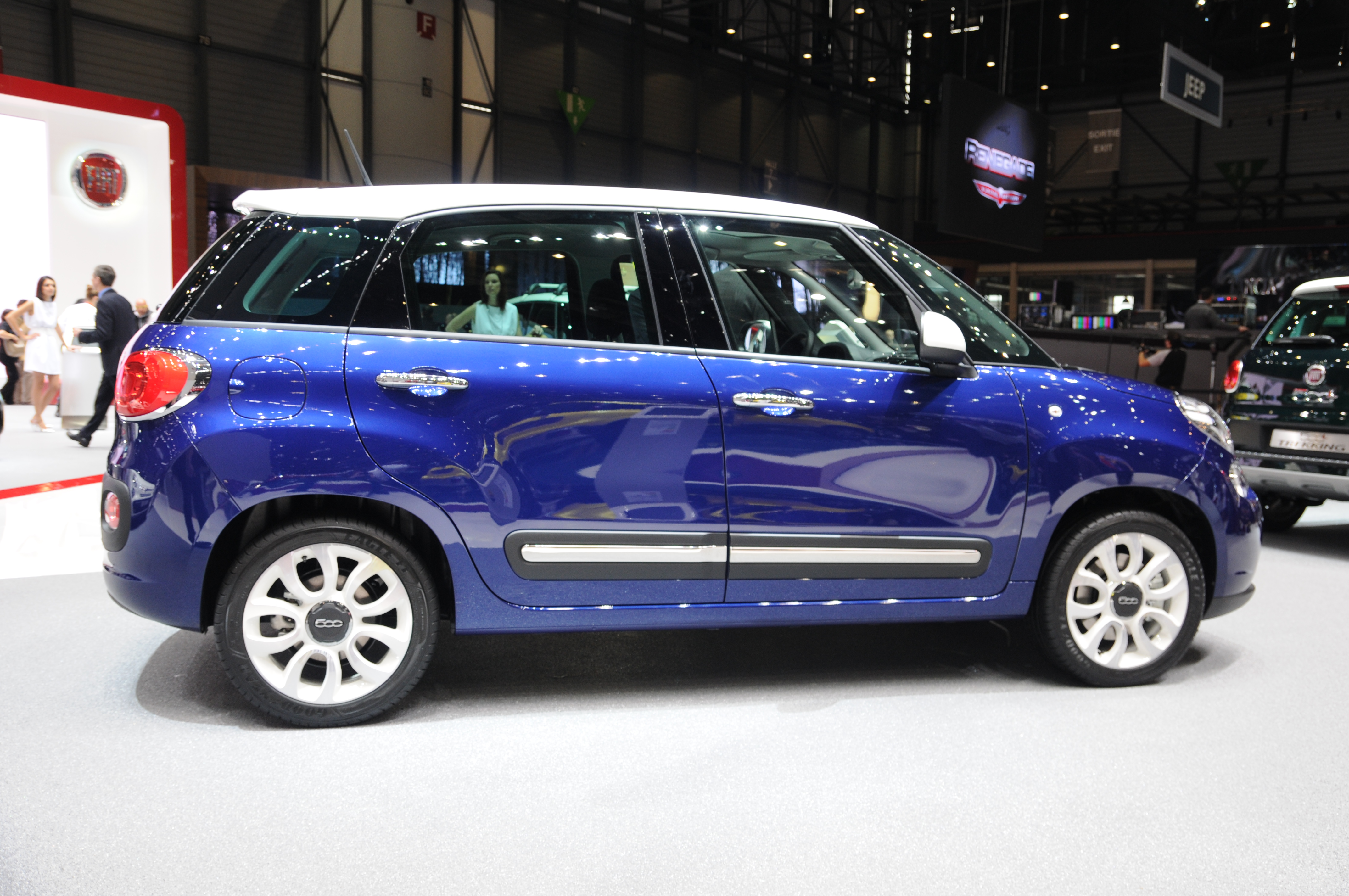
Vista laterale

Poiché cura dei dettagli, impatto estetico, personalità ed eleganza sono concetti alla base della 500L, la monovolume torinese prende le distanze dalla filosofia della precedente Idea, abbracciando invece quella di un altro modello del gruppo Fiat, la Lancia Musa; questa era stata pensata per differenziarsi dall'Idea proprio su questi concetti chiave, si può quindi ritenere questa la vera antenata "concettuale" del progetto L0: il modello Lancia infatti non ha avuto eredi in quanto il gruppo torinese ha scelto di non creare più "doppioni", ovvero vetture simili che differiscono solo per marchio, personalità estetica o fattura costruttiva, tra le proprie gamme di prodotti.
Nel febbraio 2013 la gamma si amplia con la versione a "Natural Power" e la versione "Trekking": la prima identifica la doppia alimentazione benzina/metano, la seconda un assetto rialzato maggiormente dal terreno, il sistema di trazione "Traction+" e un profilo estetico da piccola SUV. In seguito a un buon successo commerciale (41.000 clienti in Europa nei primi 9 mesi di commercializzazione), nel luglio 2013 viene lanciata sul mercato anche la versione "Living", variante allungata della 500L, con l'abitacolo più lungo di 20 cm e due posti a sedere in più. Con tale versione, lunga 4,35 metri, la Fiat tiene a sottolineare che la 500L diventa l'auto col miglior rapporto fra dimensioni esterne e spazio a bordo. Nel 2017 subisce un lieve facelift, tranne la variante Living.

## Caratteristiche
La 500L porta diverse soluzioni sia estetiche che tecniche molto caratterizzanti: sul piano estetico (stile, scelta dei volumi ed ergonomia) la vettura riprende sia concetti di un'utilitaria sia quelli di una monovolume, ma si distingue per una disegno generale che ricorda un piccolo sport utility vehicle urbano. I richiami alla 500 sono evidenti, ma lo sono anche quelli alla terza generazione della Panda presentata anch'essa nel 2012.

### Stile

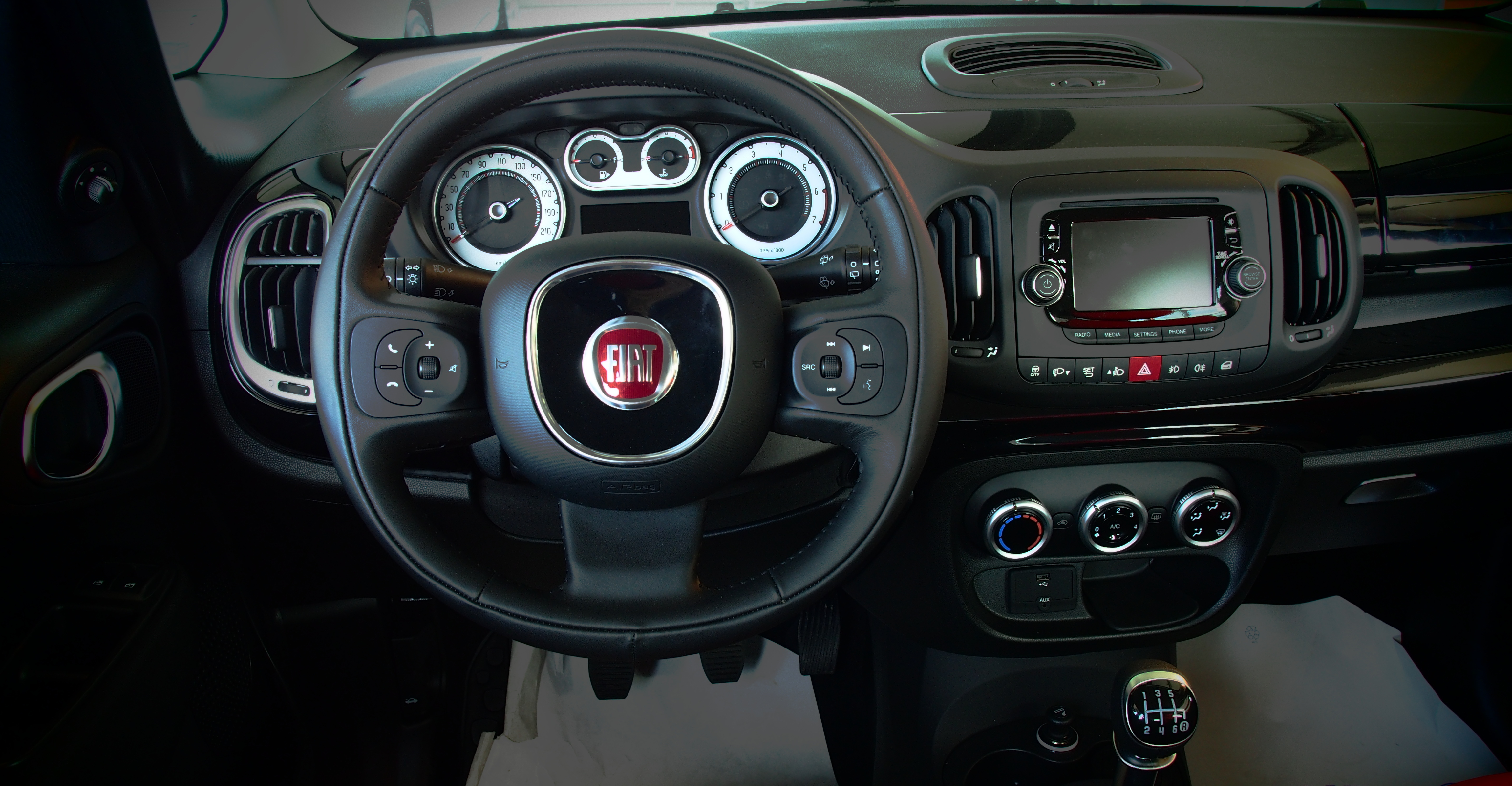
L'abitacolo riprende il concetto stilistico dello squircle, una fusione tra quadrato e cerchio, inaugurato dalla Panda III del 2012

Il corpo della 500L, limitato in poco più di quattro metri e dieci centimetri di lunghezza, è suddiviso in due volumi: abitacolo e cofano motore; nonostante quest'ultimo sia assai contenuto la divisione è netta, marcata dal montante anteriore poco rastremato, volto a migliorare l'abitabilità interna. Il montante in questione è doppio, ovvero è costituito da due bracci, più fini rispetto a un montante singolo, tra i quali è stata ricavata una parte vetrata per aumentare la visibilità. Tutta la parte finestrata della vettura è caratterizzata da montanti nascosti, ovvero anch'essi esternamente rivestiti in vetro, al fine di creare uno stacco completo fra il tetto e la fiancata della vettura, tetto che dà l'impressione quindi di essere sospeso. Questa scelta dà molta dinamicità all'auto e fa perdere la sensazione di sproporzione data dall'altezza elevata, in questo caso 166 centimetri contro i 149 della Grande Punto, che contraddistingue le monovolume compatte.
Da un punto di vista stilistico, quindi, la 500L richiama due filosofie progettuali ben distinte, ma coniugabili. Nei volumi e nella linea generale, che caratterizza poi l'intero corpo vettura, la 500L è un incrocio fra la Fiat 500 del 1957 e la Fiat Multipla del 1956, mentre nei particolari e negli interni presenta molte influenze della 500 del 2007 e della nuova Panda: il frontale presenta gli stessi tratti della 500 opportunamente adeguati al corpo di una vettura più lunga, i gruppi ottici vengono allungati e rimangono simili le luci di posizione staccate dal faro principale. Anche il caratteristico baffo cromato è presente, ma nella nuova forma riprende perlopiù quello della storica Fiat 600 Multipla che avvolge interamente il logo e termina agli estremi rastremandosi leggermente. I riferimenti alla Panda invece sono più presenti sulla fiancata, dove viene ripreso il terzo finestrino posteriore più piccolo che collega i finestrini della fiancata al vetro del lunotto, dando quindi un senso di continuità. Oltre ai passaruota molto marcati e muscolosi, anche i paraurti posteriori e laterali riprendono molto la piccola utilitaria, che è stata usata anche come fonte di ispirazione per gli interni dell'abitacolo. Nonostante il disegno della vettura trovi fonti di ispirazione nei modelli di casa Fiat il risultato finale riporta alcune somiglianze con la Mini Countryman.

### Tecnica
La vettura è basata sul pianale di casa Fiat denominato "Small" che ha esordito con la Fiat Grande Punto, ma che dal 2005 ha ricevuto diverse modifiche importanti come quelle per adattarsi all'architettura del Fiat Doblò. Nonostante gli adattamenti attuati per il Doblò il pianale di quest'ultimo viene scartato; in occasione della 500L infatti il pianale viene pesantemente modificato nella sua interezza, non tanto per adattarsi alle dimensioni maggiori della 500L: più lunga e più larga rispetto alla Punto, ma anche per l'innovativa tipologia di architettura che la 500L porta con sé, ufficialmente denominata "Cab Forward". Il nuovo pianale viene ufficialmente denominato B-Wide. La vettura presenta innovative soluzioni d'isolamento e di finitura degli assemblaggi delle lamiere tramite schiume a espansione. Sono stati anche utilizzati materiali fono-isolanti e pellicole traspiranti. Traspirante è anche il padiglione dell'abitacolo.

#### L'architetturaCab Forward

Illustrazione dove emerge la differenza in termini di abitabilità fra l'architettura "Cab Forward" e una vettura tradizionale.

Con la 500L viene concretizzata una soluzione che in casa Fiat trova radici molto lontane. Questo tipo di architettura infatti distinse uno dei veicoli più originali e amati della casa automobilistica italiana: la Fiat 600 Multipla. Cab Forward è un tipo di architettura volto a migliorare il più possibile l'abitabilità interna, andando a intervenire sulla disposizione dei volumi della vettura. Il volume del cofano viene così sacrificato favorendo l'abitacolo, che viene letteralmente spostato in avanti verso il frontale della vettura andando a invadere il volume del vano motore. Per raggiungere questa soluzione il montante anteriore è diviso in due: una parte è ancorata in una posizione convenzionale, mentre l'altra invade il volume frontale. Il montante stesso è anche poco inclinato rispetto alle altre vetture, altra soluzione che favorisce l'abitabilità interna.

#### La seconda generazione della piattaforma Small
Per la realizzazione della 500L, e dei futuri modelli del gruppo medio-piccoli, la piattaforma Small di Fiat Group Automobiles entra in una fase di ri-progettazione per essere aggiornato seguendo i nuovi risultati raggiunti con il "Compact" e agli standard richiesti per il mercato americano, in particolar modo dall'ente per la SICUREZZA NHTSA.
Il pianale viene quindi sottoposto a un esame dei materiali utilizzati e una sostituzione degli stessi con acciaio alto resistenziali e ultra-altoresistenziali (HSS e UHSS) e altri componenti in materiali più moderni. Inoltre, il pianale viene concepito per l'installazione di nuovi componenti, a essere idoneo a una nuova disposizione dell'architettura e l'alloggiamento di nuove tipologie di sistemi sospensivi; viene inoltre predisposto per future modifiche strutturali. Con la Fiat 500L, modello di debutto del pianale Small di seconda generazione, questo raggiunge i 415 centimetri di lunghezza e arriva ai 435 nella versione Living con un sostanziale aumento del passo, ma è l'architettura "Cab Forward" e le necessità di maggiore rigidità torsionale anche in vista dei modelli futuri che ha richiesto una ri-progettazione del pianale da capo; il quale era già stato modificato nelle dimensioni nel 2009 con la seconda generazione del Fiat Doblò (La ri-progettazione è avvenuta partendo dal pianale della Punto/Mito, tralasciando quello del Doblò che essendo un veicolo commerciale ha altre caratteristiche.) Il costo della ri-progettazione è costato 150 milioni di euro.. Con l'esordio della 500L il pianale viene denominato commercialmente B-wide.

#### Scocca
Lo scheletro strutturale della 500L è il primo sviluppato sulla nuova generazione del pianale Small ed eredita da questo una terza linea di carico presente sotto quella tradizionale per assorbire in modo migliore gli urti frontali, soprattutto quelli irregolari e non centrali, o mobili, come per esempio le altre autovetture. Dal pianale eredita anche lo studio per l'assorbimento degli urti posteriori secondo standard statunitensi. La scocca tuttavia presenta anch'essa notevoli migliorie rispetto a quella della Grande Punto. Completamente ri-progettata viene realizzata con acciai di nuova generazione alto resistenziali, presenti in percentuale maggiore al 70%. Essa è tuttavia realizzata con una combinazione di molteplici materiali, sia metallici che polimerici sia compositi (metallo + polimero): il 35% di questa è realizzata in acciai di tipo HSS (acciai alto-resistenziali dalle elevate capacità meccaniche anche a temperature elevate o forti sollecitazioni, questi sono presenti soprattutto nella parte frontale e alloggiamento motore (oltre che nel sotto-scocca). Nel frontale viene impiegato anche alluminio che incide del 2% sul totale. La zona dell'abitacolo e la parte posteriore traverse superiori del tetto sono in acciaio avanzato ad alta resistenza (AHSS), 26% del totale. Le zone di massima sollecitazione sono state sostituite con acciaio speciale "Maeaging" (UHSS) presente in 1,2% sul totale. La linea di carico frontale è integrata con un particolare materiale composito denominato Xenoy CL101 già impiegato nel Pianale Compact dell'Alfa Romeo Giulietta. Si tratta di una lega polimerica formata da policarbonato e polibutilentereftalato (PBT) appositamente ideato per assorbire gli urti. La parte posteriore è realizzata in acciaio tradizionale (24% sul totale). I montanti anteriori, quello centrale e il contorno porta sono realizzati in acciai temprati (11.5%). Il 76% della scocca è realizzato in materiali di nuova generazione ad alta resistenza ad avanzate proprietà meccaniche.

### Motorizzazioni
La gamma motori al debutto si componeva di tre propulsori di cui due alimentati a benzina e uno diesel: il benzina meno potente era il classico 1.4 FIRE sedici valvole a quattro cilindri erogante 95 cavalli e omologato secondo la normativa Euro 6. Permette alla 500L di raggiungere una velocità massima pari a 175 km/h con uno scatto da 0 a 100 km/h in 12,8 secondi e una percorrenza media di 16,1 km/l. La 500L nella versione 1.4 possiede un peso complessivo di 1.245 kg.
Il secondo motore benzina è il nuovo bicilindrico 0.9 Twinair nella versione turbo da 105 cavalli omologato Euro 6 che rispetto al più grande Fire garantisce prestazioni migliori e consumi ridotti: la velocità massima è di 180 km/h con uno scatto 0–100 km/h in 12,3 secondi e un consumo medio dichiarato pari a 20,8 km/l. Sia il motore 0.9 Twinair che il 1.4 Fire sono abbinati ad un cambio manuale a sei rapporti. Con il motore Twinair la 500L possiede un peso di 1.260 kg.
L'unico diesel al debutto era il 1.3 Multijet II da 85 cavalli omologato Euro 5 e dotato di filtro antiparticolato. Il 1.3 garantisce prestazioni solo modeste per via dei pochi cavalli e del peso elevato di questa versione (1.315 kg): lo scatto da 0–100 km/h avviene in 14,9 secondi con una velocità di punta pari a 165 km/h, il consumo medio dichiarato è pari a 23,8 km/l. Il 1.3 è l'unico abbinato ad un cambio manuale a 5 rapporti.
Oltre a questi tre motori la casa commercializza da febbraio 2013 nuove versioni equipaggiate con propulsori più potenti: in particolare la gamma diesel si è arricchita del più grande 1.6 Multijet da 105 cavalli abbinato ad un cambio a sei rapporti, il 1.3 Multijet sarà abbinato al cambio robotizzato Dualogic a 5 rapporti mentre per la versione destinata al pubblico americano sarà introdotto il 1.4 Multiair turbo da 165 cavalli (che viene prodotto nello stabilimento di Termoli) abbinato al cambio a doppia frizione DDCT. Le nuove motorizzazioni sono state presentate alla stampa presso il circuito del Balocco dove era possibile testarle.
Dal febbraio 2013, viene inserita la motorizzazione dotata di doppia alimentazione benzina/metano corrispondente all'allestimento Natural Power: in questa versione la vettura è dotata del bicilindro SGE sovralimentato da 80CV (il medesimo della sorella Panda) anziché il 1.4 da 120CV del Doblò (la Multipla era dotata di un 1.6 da 103CV, mentre della Fiat Idea non vi era la motorizzazione a metano).
| Modello         | Disponibilità | Motore                            | Cilindrata (cm³) | Potenza             | Coppia massima (N·m) | Emissioni CO2 (g/km) | 0–100 km/h (secondi) | Velocità massima (km/h) | Consumo medio (km/l) |
| 0.9 Twinair 8V* | dal debutto   | 2 cilindri, Benzina, turbo        | 875              | 77 kW (105 CV)      | 145                  | 112                  | 12,3                 | 180                     | 20,4                 |
| 1.4 FIRE16V     | dal debutto   | 4 cilindri, Benzina, aspirato     | 1.368            | 70 kW (95 CV)       | 127                  | 145                  | 12,8                 | 170                     | 15,3                 |
| 1.4 T-jet16V    | dal 2013      | 4 cilindri, Benzina, turbo        | 1.368            | 88 kW (120 CV)      | 206                  | 154                  | 10,1                 | 192                     |                      |
| 1.3 Multijet16V | dal debutto   | 4 cilindri, TDiesel               | 1.248            | 62 kW (85 CV)       | 200                  | 110                  | 14,9                 | 165                     | 23,2                 |
| 1.6 Multijet16V | dal 2013      | 4 cilindri, TDiesel               | 1.598            | 77 kW (105 CV)      | 320                  | 117                  | 11,3                 | 181                     | 22,2                 |
| 1.6 Multijet16V | dal 2013      | 4 cilindri, TDiesel               | 1.598            | 88 kW (120 CV)      | 320                  |                      | 10,4                 | 192                     |                      |
| 0.9 Twinair 8V* | dal 2013      | 2 cilindri, Benzina/Metano, turbo | 875              | 59/62 kW (80/85 CV) | 145                  | 137                  | 15,0                 | 167                     | 16,3                 |

* 4 valvole per cilindro (il motore 0.9 ha solo due cilindri)

### Sicurezza
Nel 2012 la vettura è stata sottoposta ai test sulla sicurezza passiva da parte dell'ente privato europeo Euro NCAP; la vettura ottiene eccellenti risultati, i migliori mai ottenuti, per conducente e passeggero, da una vettura a marchio Fiat precedente ad essa. Il risultato è stato reso possibile da diversi fattori: primo di tutti la progettazione della piattaforma, che è stata appositamente studiata per superare i rigidi test statunitensi della NHTSA per il mercato nordamericano, ma anche per la natura della piattaforma stessa, derivata da quella della Grande Punto, anch'essa molto soddisfacente sulla sicurezza passiva. Il modello sottoposto al test è stato, come da regolamento, il modello base d'entrata del listino, privo di optional: una Fiat 500L 1.4 benzina 'Easy' 4×2, LHD. La vettura ottiene un risultato di 94 punti su 100 in sicurezza conducente e passeggero (anteriore), 78 punti su 100 in sicurezza bambini (sedili posteriori) e 65 punti su 100 per sicurezza nei confronti dei pedoni (urto frontale). Sono stati anche testati i sistemi di sicurezza attiva (sicurezza assistita) dove la vettura ottiene 71 punti su 100. I tecnici dell'ente europeo hanno commentato molto positivamente il crash test, affermando che la protezione degli occupanti è garantita per tutte le altezze e dimensioni, e per differenti posizioni del sedile.
La vettura ha totalizzato il massimo dei voti possibili nella simulazione d'incidente laterale (veicolo terzo che colpisce la vettura sul fianco) e ottimi risultati nel crash test del palo, che analizza i danni alla testa. Danni marginali si verificano invece nel crash test posteriore (tamponamento), dove può verificarsi un colpo di frusta, la vettura è comunque dotata di poggiatesta attivi. Sulla protezione per i bambini i tecnici si sono espressi soddisfatti, la vettura è dotata di disattivazione airbag anteriore, e in caso di tutti gli urti effettuati i manichini sono sempre rimasti contenuti nel seggiolino; viene criticata la scarsa chiarezza con la quale viene comunicato al guidatore lo stato di disattivazione o attivazione dell'airbag tramite spia sul pannello comandi, ma questa lacuna è compensata da un'accurata descrizione sulla guida all'uso cartacea. Il paraurti anteriore ottiene il massimo del punteggio in caso di urto contro un pedone assicurando una buona protezione per le gambe. Il cofano risponde molto positivamente in caso di urto contro un bambino, meno buone sono le conseguenze di urto contro un adulto. La vettura è dotata di sistema elettronico della stabilità che ha superato tutti i test a cui è stato sottoposto, i tecnici criticano la mancanza "di serie" del dispositivo di limitazione della velocità sul modello base del listino, mentre sono soddisfatti dei sistemi di promemoria delle cintura di sicurezza, di serie su tutti gli allestimenti.
In termini di sicurezza Il pianale della 500L è stato sottoposto a migliaia di ore di simulazioni virtuali e a 200 prove su componenti e sottosistemi, più di 100 simulazioni di impatto e oltre 100 crash test. La 500L ha ottenuto 5 stelle EuroNCAP e un punteggio totale di 83 punti su 100..

#### IlCity Brake Control
Oltre alle 5 stelle EuroNCAP la 500L viene premiata dall'ente europeo di sicurezza EuroNCAP per l'adozione di un avanzato sistema ad alta tecnologia per la sicurezza attiva denominato City Brake Control. La 500L, vettura che ha proposto questo sistema e che lo adotta nelle versioni commercializzate sia in Europa che in America (insieme alla Panda), è stata segnalata e infine premiata con l'Euro NCAP Advanced 2013, il massimo riconoscimento dell'ente in termini di sicurezza avanzata. Lo scopo del premio è incentivare anche le altre case automobilistiche a investire e sviluppare nonché sostenere e promuovere i progetti e la ricerca sui sistemi attivi in fatto di sicurezza.
Il sistema impiega una tecnologia laser, con sensore LIDAR collocato sul parabrezza e collegato al sistema elettronico della stabilità. Si tratta di uno strumento in grado di evitare un urto o ridurre sensibilmente le possibilità di avvenimento a seconda delle condizioni del fondo stradale, dinamica e traiettoria dei veicoli o la collocazione degli ostacoli ma anche, tramite sensori, lo stato degli pneumatici. Può essere settato in tre modalità per regolare il grado di interferenza con il guidatore. Il sistema è stato ideato e sviluppato da centro ricerca e sviluppo Fiat, in Italia.

## Il modello per il mercato nordamericano
Presentato pochi mesi dopo il modello europeo, al salone dell'automobile di Detroit viene presentata la variante per il mercato nordamericano della Fiat 500L, le caratteristiche estetiche principali sono limitate ai paraurti, inoltre, come indicato dalle leggi statunitensi, il modello oltre oceano è dotato di catadiottri laterali e gruppi ottici ad alta visibilità con fasci di luce. Verso la fine del maggio 2013 vengono inviati via nave i primi tremila esemplari destinati al mercato statunitense e canadese. Il modello dedicato a tali mercati è dotato di un 1.4 Multiair di una potenza di 165CV e 250 Nm di coppia. Si tratta dei migliori valori di coppia e potenza e il più alto rapporto potenza/litro della categoria. I motori sono abbinati a una trasmissione automatica a doppia frizione di derivazione Alfa Romeo, denominato commercialmente: dual clutch TCT, o in alternativa un cambio manuale a sei marce.
| Modello      | Disponibilità | Motore  | Cilindrata (cm³) | Potenza | Coppia massima (N·m) | Emissioni CO2 (g/km) | 0–100 km/h (secondi) | Velocità massima (km/h) | Consumo medio (km/l) |
| 1.4 Multiair | dal debutto   | Benzina | 1368             | 165 cv  | 250                  | nd                   | 8,6                  | 210                     | nd                   |

## L'allargamento della gamma e il brand "500"
La 500L è di fatto il primo modello di casa Fiat che concretizza l'idea di trasformare in brand il nome 500 e di creare una vera e propria famiglia di vetture ad essa associate, diverse nella sostanza ma legate fra loro nello stile. Quest'operazione di diversificazione da quindi luce ad una vera e propria gamma di veicoli a marchio 500, pur mantenendo sulla carrozzeria il logo della casa torinese. Quest'operazione è ancor più evidente nel mercato Nord Americano dove Fiat era presente solo con i modelli 500, 500C, 500L e 500X. La stessa gamma della 500L viene allargata con l'ingresso nel mercato di due varianti di carrozzeria: la Trekking e la Living.

### 500LTrekking/Cross

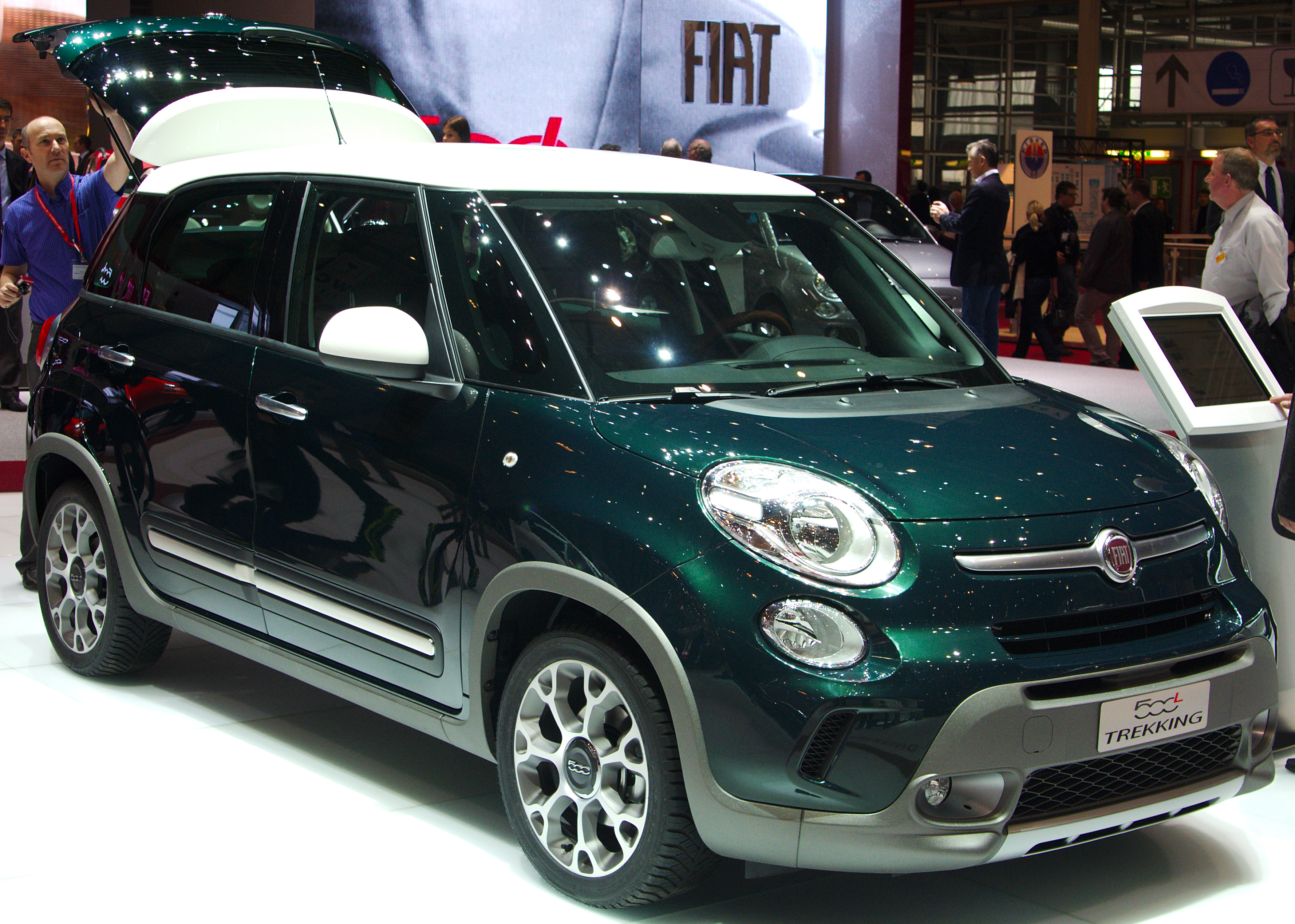
La versione "Trekking" portata al debutto nel 2013, riconoscibile dai nuovi paraurti e dalle protezioni laterali maggiorate.

Nel febbraio 2013 Fiat annuncia la versione "Trekking" della 500L, commercializzata dal 4 luglio dello stesso anno. Come per altri modelli della casa torinese, la denominazione Trekking identifica una variante più versatile rispetto al modello tradizionale. Si tratta infatti di un Crossover SUV a trazione anteriore con carrozzeria dedicata (paraurti ridisegnati e rinforzati, passa-ruota irrobustiti e protezioni anti urto migliorate), un'altezza da terra maggiore di 15 millimetri, gomme all season Mud + Snow 225/45R17, protezioni sottoscocca e un dispositivo denominato "Traction plus" che a velocità inferiori ai 30 km/h aiuta la trazione soprattutto su neve, ghiaccio e superfici con poca aderenza. Il sistema riprende il comportamento di un differenziale autobloccante: sfrutta l'impianto ABS/ESP per trasferire la coppia motrice sulla ruota con più aderenza, togliendola a quella in slittamento. La Trekking è unicamente a 5 posti, è lunga come la 500L normale ed è unicamente a due ruote motrici (trazione anteriore). Con l'annuncio del nuovo restying, a maggio 2017, cambia nome in 500L "Cross".

### 500LLiving/Wagon
In contemporanea con la commercializzazione della Trekking, la FIAT presenta anche la "Living". Si tratta di una versione allungata (20 centimetri in più unicamente aggiunti in coda) rispetto alla 500L e dotata di 7 posti. La Living raggiunge i 4 metri e 35 centimetri, e dispone di una terza fila di sedili (opzionali). Questa versione può essere considerata la diretta erede della Fiat Multipla del 1998, prodotta in due generazioni fino al 2010. Con l'annuncio del nuovo restyling, a maggio 2017, cambia nome in 500L "Wagon".

#### Descrizione

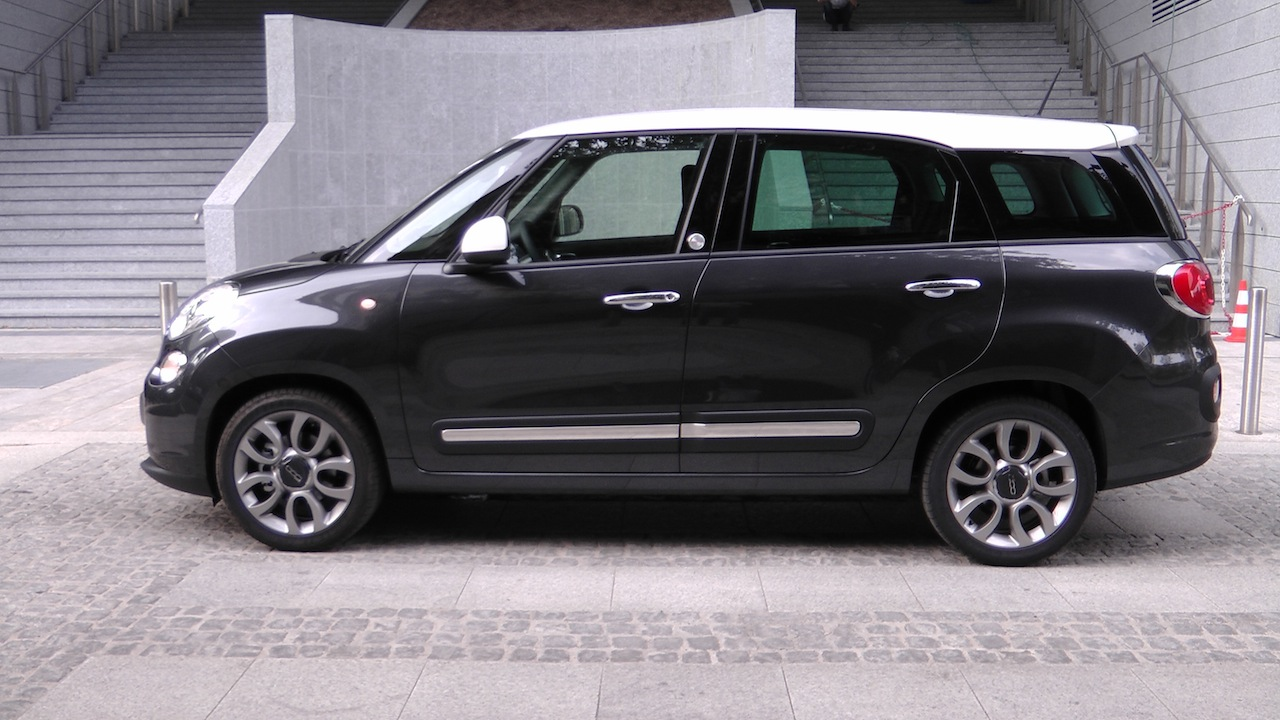
Panoramica laterale della versione allungata "Living" a 7 posti, presentata nel corso del 2013.

Più che una versione a sette posti, la FIAT ha preferito creare una vettura più versatile della 500L "normale", il motivo principale è stato quello di mantenere le dimensioni compatte (Fiat sottolinea che la 500L Living è la vettura con il miglior rapporto dimensioni esterne/spazio a bordo) ma allo stesso tempo aumentare l'abitabilità e, soprattutto la capacità di carico e la versatilità dell'abitacolo. Per questi motivi (la vettura è lunga solo 4,35 metri) viene presentata più come una 5+2 che una 7 posti: è infatti venduta sia a 5 posti (come la 500L) sia con l'aggiunta di due poltroncine in terza fila, ripiegabili. Quando queste sono ripiegate vanno a filo con il pavimento e la vettura raggiunge una capacità di carico che varia dai 560 ai 638 litri (a seconda di come viene disposta la seconda fila dei sedili che sono scorrevoli). Potendo ribaltare tutto o una parte del divanetto posteriore scorrevole la capacità di carico può aumentare a 1584 litri. Anche la poltrona del passeggero anteriore è ripiegabile permettendo di caricare oggetti lunghi fino a 260 cm. Con tutti i 7 posti alzati la capacità di carico è 168 litri (la media fra le monovolume compatte di pari segmento è 147).
Da un punto di vista stilistico la vettura rimane con le medesime soluzioni della versione "corta"; Roberto Giolito, responsabile del centro stile Fiat, ha dichiarato che i tecnici e i designer Fiat hanno portato avanti tutto il progetto della 500L (dal telaio alla carrozzeria) già predisponendolo per la versione Living. L'allungamento della carrozzeria, unicamente in "coda" (avendo lasciato invariato il passo) è tuttavia evidente anche sul piano estetico e non solo su quello dell'abitabilità; questa evidenza è anche sottolineata dalla volontaria decisione dei designer di non modificare la linea del padiglione. La linea di cintura prosegue lineare per aumentare luminosità e qualità di permanenza a bordo, senza alcun accenno di dinamismo. Queste soluzioni hanno fatto sì che il "peso" dei centimetri in più venisse scaricato unicamente sulla quarta finestra laterale: la scelta non è casuale, riprende infatti il terzo finestrino marcato della Panda del 2003 concepita da Giuliano Biasio (per carrozzeria Bertone).

#### Dati tecnici

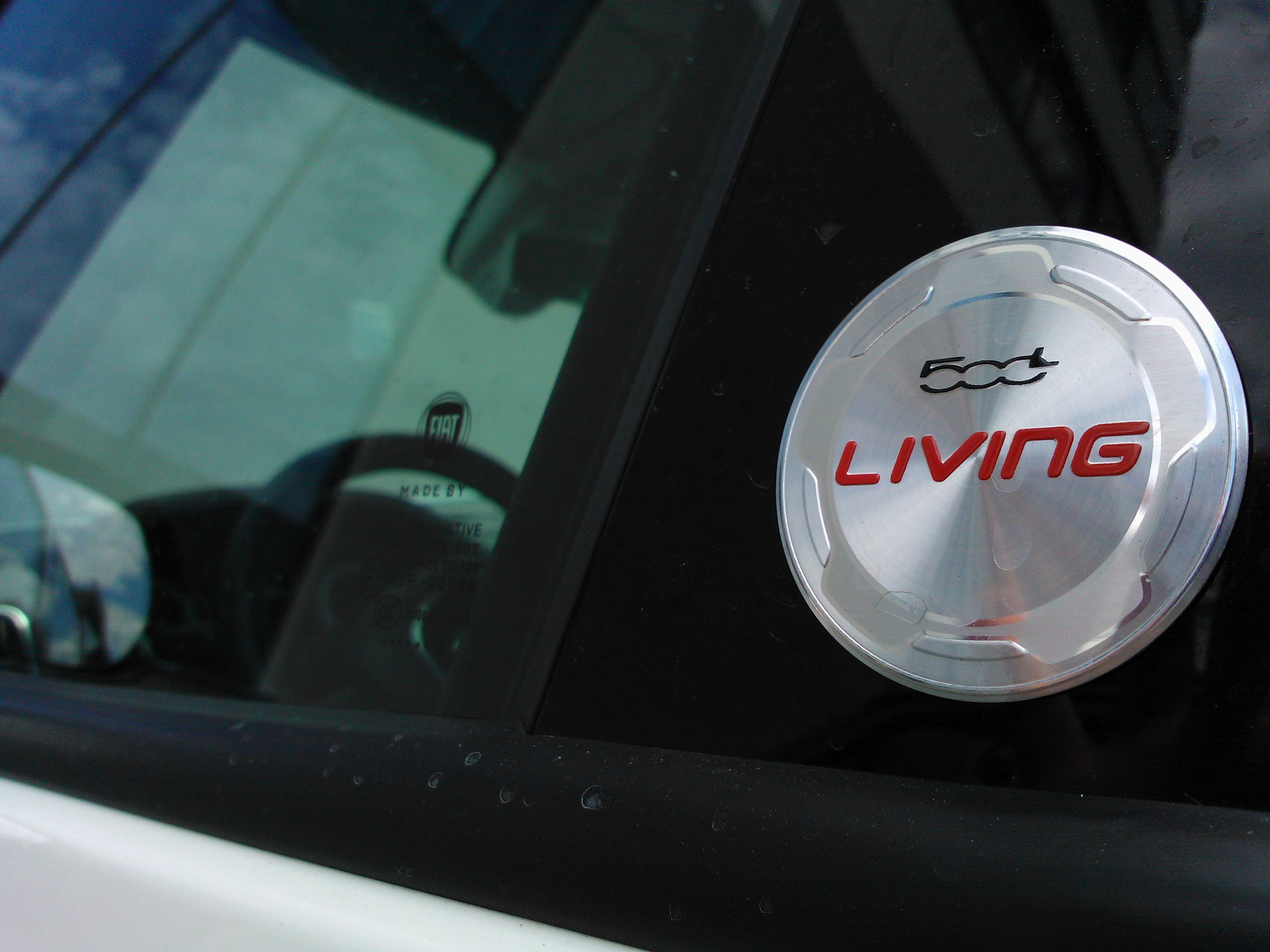
Badge della 500L "Living"

L'aumento di dimensioni della vettura è stato realizzato senza variare il passo: questa soluzione ha portato molto lavoro agli ingegneri che hanno dovuto contenere il rollio, beccheggio e imbardata lavorando sul sistema sospensivo, senza però diminuire il comfort. Per ottenere tale risultato i tecnici Fiat hanno rivisto completamente gli ammortizzatori, ora a smorzamento variabile a seconda delle condizioni d'esercizio con le seguenti calibrazioni: filtraggio massimo sulle piccole sconnessioni, maggiore rigidità nei casi di bassa frequenza ed eccitazione (per esempio il rollio in curva). Per migliorare ulteriormente il comportamento di guida è stata studiata una nuova barra stabilizzante all'avantreno e vengono effettuati miglioramenti anche allo sterzo. Il coefficiente di penetrazione aerodinamica (Cx) è migliorato grazie alla coda più lunga, nella Living infatti scende a 0,297 (0,30 nella 500L "corta").

### 500LPro
Nel luglio 2013 viene messa in commercio a marchio Fiat Professional la versione "Pro" della 500L, ovvero la variante per utilizzi professionali: commercianti, professionisti e flotte aziendali. Il veicolo commerciale è commercializzato (al momento del debutto) in due motorizzazioni: 1.3 16v Multijet 2 da 85 CV e il benzina 1.4 16v Fire da 95 CV. Viene omologata come veicolo commerciale N1 direttamente in fabbrica.

## Restyling 2017

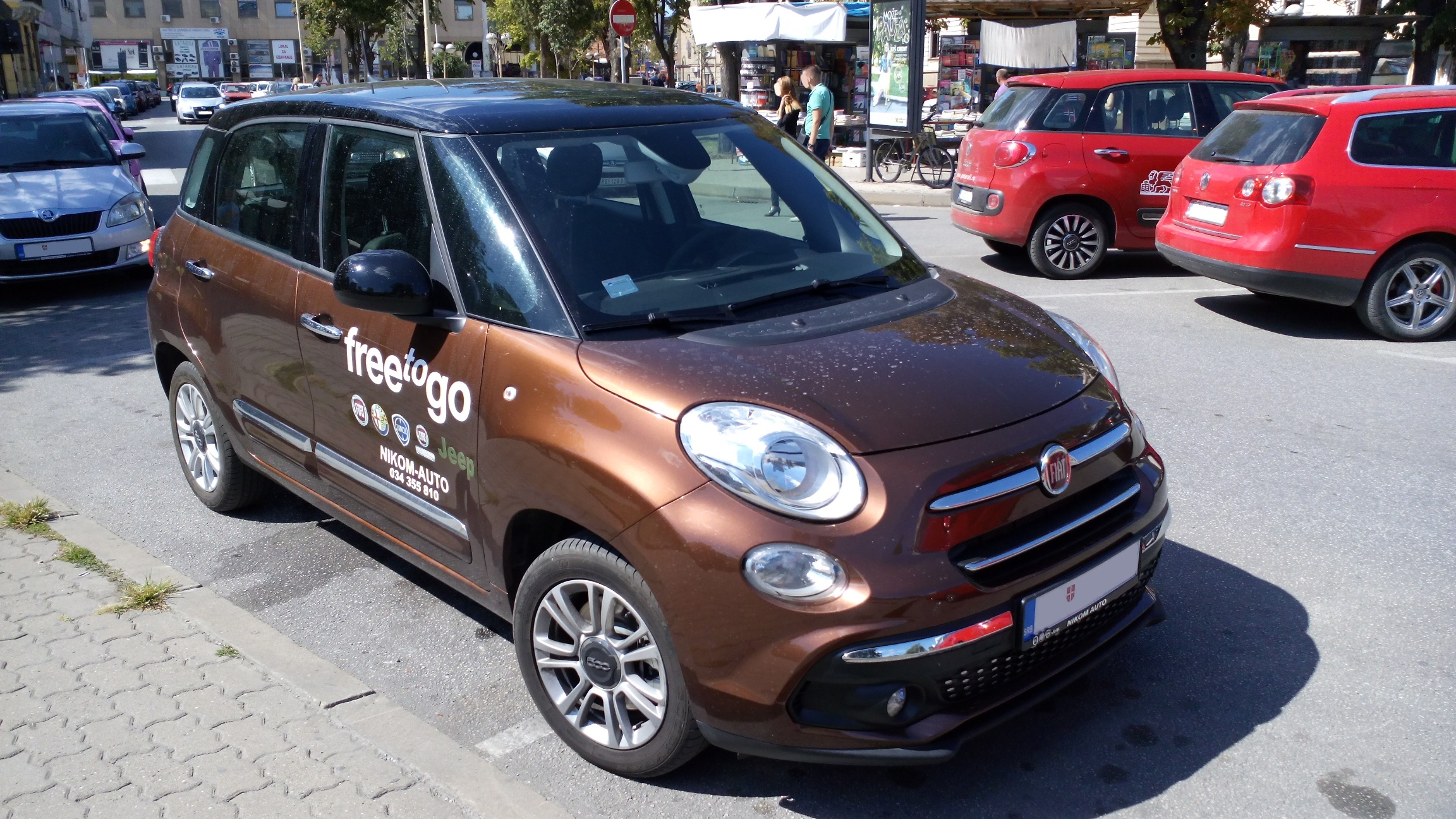
La Fiat 500L dopo il restyling 2017

Nel giugno 2017 viene presentato il restyling della vettura che ha una gamma composta dalle versioni Urban, Cross (sostituisce la Trekking) e Wagon (sostituisce la versione Living). Gli esterni sono più simili alla 500 rinnovata nel 2015, nel frontale i baffi attorno al logo FIAT sono più sottili e la calandra inferiore è stata arricchita con elementi cromati. Anche i gruppi ottici inferiori sono stati cambiati e ora presentano luci diurne a led. Nella parte posteriore il retronebbia e la luce di retromarcia sono stati spostati nella parte inferiore del paraurti tranne che nella versione Wagon e inoltre il paraurti dove si trova l'alloggiamento per la targa ora è in tinta con la carrozzeria. Nella versione cross si trovano alcuni elementi tipici dei crossover come le piastre di protezione del fondo anteriori e posteriori in plastica e l'assetto rialzato di 25 mm.
Negli interni dietro al nuovo volante multifunzione si trovano l'inedito quadro strumenti composto da tre elementi circolari con al centro un display a colori da 3,5". Nella parte inferiore la leva del cambio è stata ricollocata più in alto mentre nella parte centrale si trova il nuovo schermo touchscreen ad alta risoluzione da 7", che integra nuove funzioni come la predisposizione Apple Car Play e compatibilità con Android Auto. Anche in questo nuovo restyling la vettura può essere equipaggiata con l'Autonomous City Brake. Nella versione cross è presente il Mode Selector che consente di impostare tre modalità di guida: Normal, Traction+ e Gravity Control, in cui le ultime due sono per specifiche per le condizioni di scarsa aderenza. Per quanto riguarda lo spazio a bordo si parte dai 455 litri di bagagliaio della Urban e della Cross fino ad arrivare ai 638 litri della Wagon; abbattendo i sedili la capienza arriva rispettivamente a 1.480 e 1.784 litri. La versione Urban è disponibile negli allestimenti Popstar e Lounge e misura 4,24 m di lunghezza e 1,66 m di altezza mentre la versione Wagon come la precedente Living è disponibile con la configurazione a sette posti e la sua lunghezza è di 4,38 m.nel 2022 Essendo l'unica Vettura non Elettrificata e non avendo Motori adatti Al tempo La sua produzione cessò nel Giugno 2022 ma rimase in listino fino ai primi mesi del 2023 In modo da smaltire le giacenze in stock nei magazzini dei punti vendita

### Motorizzazioni
La gamma comprende i motori a benzina 1.4 16V da 95 CV e 0.9 TwinAir da 105 CV (solo su 500L Wagon); i GPL 1.4 TJet da 120 CV, metano 0.9 TwinAir da 85 CV e i diesel 1.3 16V MultiJet da 95 CV, anche con cambio Dualogic, e 1.6 16V MultiJet da 120 CV.

## Riconoscimenti
- Euro NCAP Advanced 2013